# Organa
Organa ali Bu-Jurgan  (bolgarsko Органа, Organa) je bil bolgarski vladar iz klana Ermi, ki je vladal od leta 617 do 629/630 v imenu svojega nečaka, kasnejšega kana Kubrata,  * ni znano, † 631,  Altaj.
Ivan Nikiujski piše, da je vladal Onogurskim Bolgarom kot  regent (kavkan)  svojega nečaka Kubrata, ki je odraščal kot talec v Bizantinskem cesarstvu. Ivan piše tudi to, da je Organa spremljal Kubrata na njegovi poti v Konstantinopel.  Nekateri zgodovinarji Organo istovetijo z Gostunom in kaganom Zagodnih Turkov Mohotujem (Külüg Sibir). Panos Sophoulis domneva, da Organa sploh ni osebno ime, ampak turški naslov or-ḡan ali or-kan.

## Sklic
1. ↑  Sophoulis, Panos (2011). Byzantium and Bulgaria, 775-831. Brill. str. 92, 147–148, 71, 111. ISBN 9789004206960.